# 아누로그나투스
아누로그나투스(Anurognathus)는 중생대 쥐라기 후기(약 1억 6,000만년 전 ~ 1억 4,500만년 전), 유럽에서 서식한 익룡이다. 익룡목-람포린쿠스아목-아누로그나투스과에 속하는 종이다. 화석은 독일에서 발견되었다. 날개를 폈을 때의 총 길이는 약 30cm~50cm이다. 체중은 3g~7g정도 나갔을 것으로 추정된다. 꼬리는 마름모꼴 모양으로 짧다. 전체 몸에 비해 날개는 가늘고 길다. 이빨은 뾰족한 모양이고, 주로 곤충 등을 잡아 먹었을 것으로 보인다.